# Afonso de Tovar
Afonso de Tovar, Capitão de Infantaria (Lisboa, 1603 - Aldeia de Obispo, 1642).
Afonso de Tovar nasceu em casa de seus pais, nas trazeiras da Igreja da Mesiricordia, em Lisboa, em 1603, sendo bapitzado na Sé de Lisboa.
Embarcou na Armada que saiu de Lisboa, em 1638, para ir socorrer o exército de Matias de Albuquerque que em Pernambuco lutava contra a invasão Holandesa .
Não estaria em Portugal em 1640, pelo que não participou nos movimentos do 1ª de Dezembro. Regressou a Portugal e foi integrado no Exercito da Beira como Capitão de uma Companhia de Infantaria, ao lado de seu irmão Diogo.
Faleceu em combate no ataque e assalto ao Forte da Conceição, em Aldeia de Obispo, na madrugada de 29 de Maio de 1642

## Relato do Assalto e combate no Forte de Aldeia de Bispo[2]
(Transcrição na integra do relato da GAZETA de Junho de 1642, é o relato mais antigo dos acontecimentos, e que serve de fonte ás narrativas posteriores)
“ A 28 de maio saíram de Aldeia do Bispo  (hua villa de Castella, que dista de Almeida meia legoa) alguas tropas de infanteria & de cavallos, & forão correr o campo junto a hum lugar nosso, que se chama Val de la Mula, donde fizerão presa no gado que andava pastando mui longe dos muros. Tocouse logo a rebate, & o Tenente General da cavalleria João Saldanha de Sousa, saio com alguas tropas, & foi a Val da la Mula, a tempo que os Castelhanos estavão já da banda de além de hu rio  que aviam passado, & no alto de hu mote que está perto de Aldea do Bispo”....……
“ E a 29 de Mayo saiu de Almeida [o General Fernão Teles de Menezes] hua hora depois da meia noite”…..
“Desta maneira chegaram à vista de Aldea do Bispo pela madrugado, & já o Tenente General havia ocupado os postos altos do controlo da villa”…..
“Entretanto o general mandou que mutilassem as trincheiras os capitães Nuno da Cunha, Duarte Miranda Henriques, Afonso de Tovar, Francisco Valente da Costa, Manoel Teixeira Homem, Antonio de Andrade de Gamboa, cada hum com sua manga, & num mesmo tempo entraram todos com igual deliberação & ao entrar num reduto derão com hum bala pela testa ao capitão AFonso de Tovar, & lhe tirrão a vida, sendo geralmente sentido, por ser de muito valor, & esperaças: forão os nossos por diante, ganharam, & e saquearam o lugar, & e pegaram fogo à maior parte delle.”